# Чародейка (торт)
«Чародейка» — бисквитный торт длительного хранения, выпускающийся с 1976 года на специализированной линии московского комбината Черёмушки.

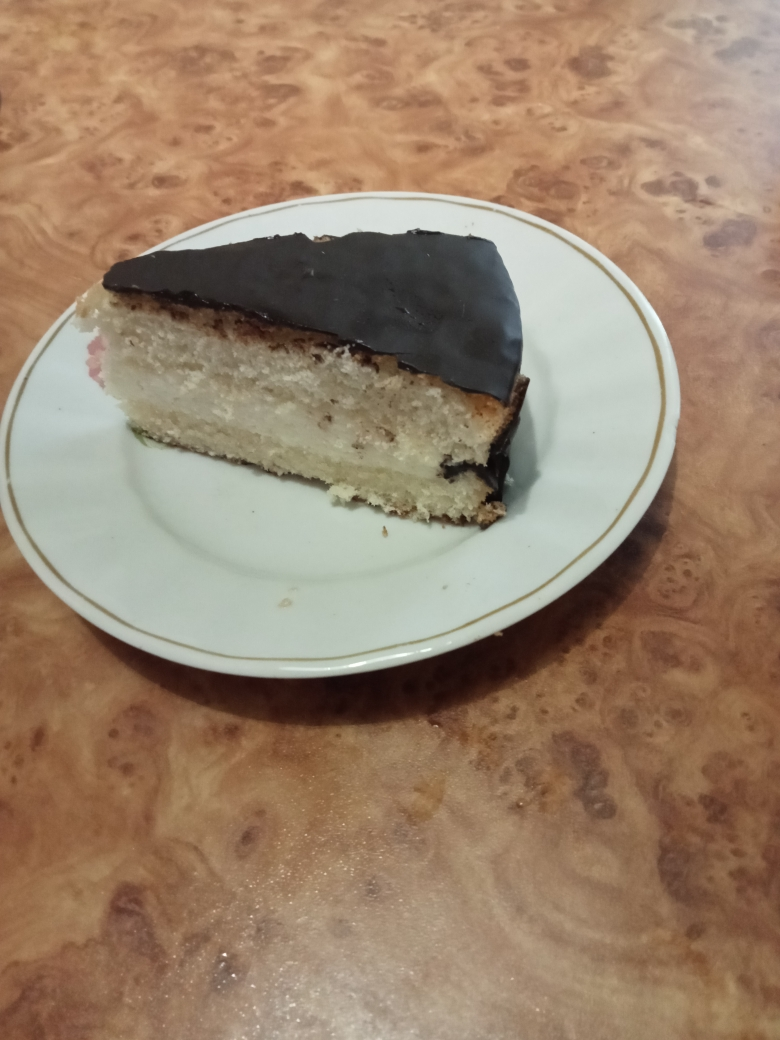
Порция торта «Чародейка»

Автором рецептуры торта является Белла Семёновна Шейнтова. За изобретение торта «Чародейка» кондитер-технолог получила медаль ВДНХ СССР.
«Чародейка» — популярный со времён СССР торт, его выпуск продолжился и после распада Советского Союза. Состоит из нежного бисквита и сливочного суфле, сверху покрыт шоколадной глазурью. Это один из первых в СССР тортов, продающихся в фирменной заводской упаковке с увеличенным сроком хранения.
По своему рецепту и внешнему виду «Чародейка» напоминает бостонский кремовый пирог, что породило версии о заимствовании рецепта. Однако в фирменной «Чародейке» вместо крема используется сливочное суфле. В домашних рецептах «Чародейки» действительно часто используется заварной крем.
По легенде, придумывая название для нового торта, главный технолог комбината вспомнила название любимой парикмахерской на Новом Арбате — «Чародейка».